# Festival di Napoli 1952
Il primo Festival della Canzone Napoletana, allora noto come Festival Radiofonico della Canzone Napoletana, si tenne al Teatro Mediterraneo di Napoli dal 28 al 30 settembre 1952, con la conduzione di Nunzio Filogamo.
Sulla scia di Sanremo, furono in gara 20 canzoni per gli undici interpreti della competizione.
Vinse il primo premio Desiderio 'e sole di Manlio e Gigante, interpretata da Nilla Pizzi e Franco Ricci. Seguendo il successo della canzone, nel 1954 viene proiettato nelle sare l'omonimo film, che vede protagonista Giacomo Rondinella.

## Classifica finale
| Posizione | Canzone                     | Autori                              | Artisti                            | Voti |
| --------- | --------------------------- | ----------------------------------- | ---------------------------------- | ---- |
| 1º        | Desiderio 'e sole           | (Tito Manlio e Marcello Gigante)    | Nilla Pizzi - Franco Ricci         | 95   |
| 2º        | Varca lucente               | (Francesco Saverio Mangieri)        | Domenico Attanasio - Oscar Carboni | 90   |
| 3º        | Margellina                  | (Enzo Bonagura)                     | Sergio Bruni - Nilla Pizzi         | 55   |
| 4º        | Sciummo                     | (Enzo Bonagura e Carlo Concina)     | Achille Togliani - Sergio Bruni    | 39   |
| 5º        | 'E ccummarelle              | (Arturo Gigliati-Giannini)          | Gino Latilla - Antonio Basurto     | 38   |
| 6º        | Lettera Napulitana          | (Gigi Pisano e L. Cioffi)           | Franco Ricci - Achille Togliani    | 23   |
| 7º        | Li funtanelle               | (M. Bergamo)                        | Carla Boni - Sergio Bruni          | 23   |
| 8º        | 'E ccampane napulitane      | (Nicola Salerno e Salve D'Esposito) | Nilla Pizzi - Franco Ricci         | 15   |
| 9º        | Tuppe... ttu'               | (N. Rotondella e V. Giuliani)       | Vera Nandi - Carla Boni            | 12   |
| 10º       | Nun è curaggio... è ammore! | (A. Galante)                        | Achille Togliani - Antonio Basurto | 10   |

### Non finaliste
| Canzone                     | Autori                                  | Artisti                            |
| --------------------------- | --------------------------------------- | ---------------------------------- |
| Maria è robba mia!          | (A. Trusiano e A. Capodanno)            | Gino Latilla - Sergio Bruni        |
| Cara Lucia                  | (Salvatore Mazzocco e Roberto Murolo)   | Domenico Attanasio - Oscar Carboni |
| 'O principe indiano         | (V. Emilio e F. Barile)                 | Carla Boni - Vera Nandi            |
| Lassame sunna'              | (C. Deani e Virgilio Panzuti)           | Oscar Carboni - Pina Lamara        |
| 'A litoranea                | (L. Giordano)                           | Antonio Basurto - Gino Latilla     |
| Voca guaglio'               | (Vincenzo De Crescenzo e Antonio Vian)  | Achille Togliani - Franco Ricci    |
| 'A reggina d' 'e tarantelle | (E. Raul e A. Giannini)                 | Pina Lamara - Carla Boni           |
| 'A spingola                 | (Vincenzo De Crescenzo e Furio Rendine) | Nilla Pizzi - Antonio Basurto      |
| Sarta 'e biancheria         | (Furio Rendine e A. Napolitano)         | Gino Latilla - Franco Ricci        |
| Nustalgia                   | (Giuseppe Bonavolontà)                  | Oscar Carboni - Sergio Bruni       |

## Regolamento
La partecipazione al Festival è riservata alle case editrici che dal 1º gennaio 1950 hanno destinato in tutto o in parte la propria attività alla canzone napoletana: ognuna di esse è invitata a inviare alla Rai una, due o tre canzoni inedite di autori e compositori italiani, con versi originali in dialetto napoletano. In totale vengono inviate 83 canzoni, di cui soltanto 20 sono infine selezionate per la competizione.
Durante il corso di ciascuna delle due prime serate vengono presentate 10 canzoni, tra cui la giuria seleziona, ogni sera, le cinque più belle. Le dieci canzoni così prescelte al termine delle due serate sono ripresentate in una terza serata durante la quale la giuria sceglie la prima, la seconda e la terza canzone vincitrici, nell'ordine, del Festival.
Ogni canzone viene eseguita due volte nel corso della stessa serata: una prima volta dall'Orchestra Napoletana della Canzone diretta da Giuseppe Anepeta con cantanti napoletani e una seconda volta dall'Orchestra di Cinico Angelini con i suoi cantanti.

## Serate

### Prima serata
Le canzoni eseguite durante la prima serata sono, in ordine, le seguenti:
| Ordine d'esecuzione | Canzone             |
| ------------------- | ------------------- |
| 1                   | Tuppe-ttu           |
| 2                   | Desiderio 'e sole   |
| 3                   | 'A litoranea        |
| 4                   | Margellina          |
| 5                   | Maria è robba mia!  |
| 6                   | Lettera Napulitana  |
| 7                   | Lassame sunnà       |
| 8                   | 'O principe indiano |
| 9                   | Sciummo             |
| 10                  | Cara Lucia          |

### Seconda serata
Le canzoni eseguite durante la seconda serata sono, in ordine, le seguenti:
| Ordine d'esecuzione | Canzone                     |
| ------------------- | --------------------------- |
| 1                   | Li funtanelle               |
| 2                   | 'E campane napulitane       |
| 3                   | Sarta 'e biancheria         |
| 4                   | 'A spingola                 |
| 5                   | 'E cummarelle               |
| 6                   | Voca guagliò                |
| 7                   | Varca lucente               |
| 8                   | 'A riggina d''e tarantelle  |
| 9                   | Nun è curaggio... è ammore! |
| 10                  | Nustalgia                   |

## Orchestra
Il corpo dei cantanti partenopei dell'orchestra di Giuseppe Anepeta comprende Domenico Attanasio, Sergio Bruni, Pina Lamara, Vera Nandi e Franco Ricci. A Cinico Angelini sono invece affidati gli "italiani": Carla Boni, Antonio Basurto, Oscar Carboni, Gino Latilla, Nilla Pizzi e Achille Togliani.

## Organizzazione
Il primo Festival Radiofonico della Canzone Napoletana ha luogo in concomitanza con le manifestazioni artistiche che vengono realizzate a Napoli nell'ambito della Mostra d'Oltremare e del Lavoro Italiano nel Mondo. L'intera manifestazione viene trasmessa sul Secondo programma radiofonico (l'attuale Rai Radio 2), a partire dalle 21:30 fino a 00:30 per ciascuna delle tre serate, con un'interruzione dalle 23:00 alle 23:30, durante la quale viene dato spazio ad altre trasmissioni.